# Sporten
SPORTEN, a.s. je největší český výrobce lyží a snowboardů. Společnost sídlí v Novém Městě na Moravě a navazuje na zdejší tradici výroby lyží delší než 100 let. V roce 2013 vyrobila 92 tisíc lyží a snowboardů, když mezi její největší trhy patřily Česko (30 %), Norsko (21 %) a Francie (13 %). Společnost vyrábí výrobky pod vlastní značkou a taktéž pro společnosti Decathlon, K2 a Rossignol.
Společnost byla založena v roce 1991, jako nástupce státního podniku Artis. V letech 1996 až 1997 byl předsedou dozorčí rady a v letech 1997 až 2013 členem představenstva Ladislav Adamec, syn politika Ladislava Adamce. V roce 2012 se majoritním akcionářem společnosti stala společnost WRES, a.s., v roce 2014 vytěsnila minoritní akcionáře a stala se tak jediným akcionářem. Akcionáři spolenosti WRES nejsou známí, do července 2014 měla společnost akcie na majitele v listinné podobě, Podle Hospodářských novin byly akcionáři společnosti čtyři tuzemské fyzické osoby. V roce 2015 Sporten usiluloval o koupi slovinského konkurenta Elan.
V roce 2017 koupil 100 % akcií miliardář Tomáš Němec. Firma v tomto získala ocenění Cena hejtmana Kraje Vysočina za společenskou odpovědnost v kategorii soukromý sektor do 250 zaměstnanců.